# Roberto Holm
Roberto Holm – argentyński lekkoatleta, skoczek o tyczce. Brązowy medalista lekkoatletycznych mistrzostw Ameryki Południowej w skoku o tyczce z 1924 roku.
Zawodnik zdobył brązowy medal w skoku o tyczce na lekkoatletycznych mistrzostwach Ameryki Południowej w 1924 roku. Przegrał z rodakiem, Jorge Haeberlim oraz Chilijczykiem, Ernesto Goycoleą, osiągając wynik 3,50 m.